# Burtas

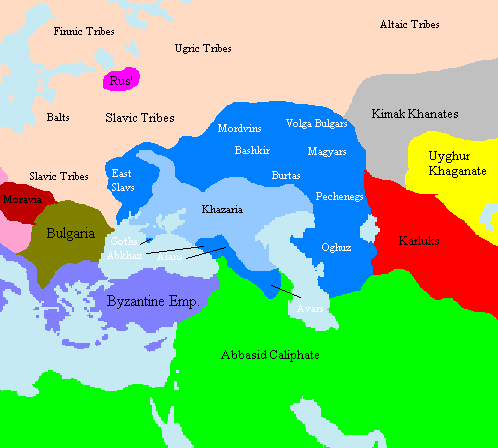
Burtas dans la sphère de domination du kaganat khazar (marqué en bleu), début du neuvième siècle de notre ère.

Le peuple Burtas est un peuple ancien habitant la steppe au nord de la mer Caspienne le long de la Volga pendant le Moyen Âge. Leur zone d'habitation était contiguë à celle des Khazars et proche de celles des Bulgares de la Volga.
Ils ne bénéficiaient d'aucun gouvernement autorisé et étaient probablement païens. Leur origine ethno-linguistique est contestée.